# No Man's Land (série télévisée)
Pour les articles homonymes, voir No man's land (homonymie).
No Man's Land est une série télévisée franco-belgo-israélienne en seize épisodes de 45 minutes réalisée par Oded Ruskin à partir d'une création d'Amit Cohen, Ron Leshem, Maria Feldman et Eitan Mansuri. Elle est disponible le 18 septembre 2020 sur la plateforme numérique d'Arte et est diffusée à partir du 26 novembre 2020 par la chaîne franco-allemande.
Ayant pour sujet central le rôle des Unités de protection de la femme (YPJ) combattant contre les djihadistes de Daech en 2014 durant la Guerre civile syrienne, la série télévisée s'attache tout particulièrement à analyser le sens et les raisons de l'engagement armé (souvent international) dans tous les camps des forces en présence et les conséquences sur les populations civiles locales. Très bien accueilli par la presse, la critique a tout particulièrement souligné le réalisme de No Man's Land et l'absence de manichéisme du scénario.
Arte a publié la seconde saison de la série le 10 avril 2025, avec 8 nouveaux épisodes.

## Synopsis

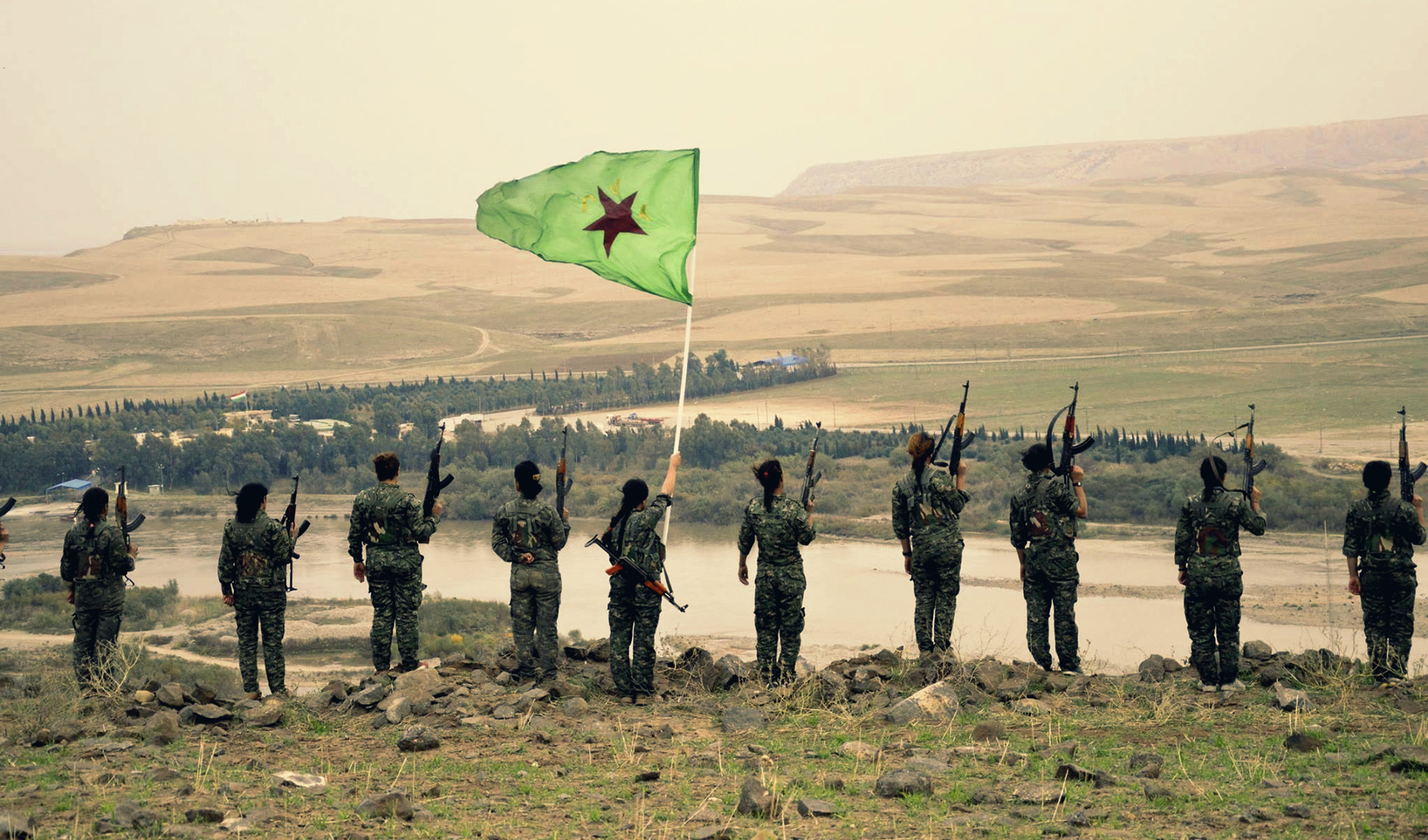
Les Unités de protection de la femme (YPJ) luttant contre Daech en Syrie en 2017.

Anna Habert, une archéologue française, est déclarée morte lors d'un attentat survenu en Égypte en 2012. Cependant, son frère Antoine, architecte, croit la reconnaitre en 2014 lors d'un reportage télévisé sur un bataillon international engagé aux côtés des troupes de combattantes kurdes des Unités de protection de la femme (YPJ) luttant contre Daech dans une Syrie en pleine désagrégation. Persuadé qu'il s'agit de sa sœur, il part à sa recherche dans la région de la frontière entre la Turquie et la Syrie. Livré par son passeur à un groupe de Daech, il ne doit la vie sauve qu'à une intervention d'opportunité des YPJ, qui le font cependant prisonnier, pensant qu'il s'apprêtait à rejoindre les rangs des djihadistes. Il parvient peu à peu à convaincre les membres de l'unité sous la responsabilité de Sarya Dogan qui le retiennent qu'il est là pour retrouver sa sœur. Il leur apporte une aide décisive dans la destruction d'un pont et, gagnant progressivement leur confiance, va s'intégrer à leur groupe et rester en Syrie pour poursuivre son enquête. Il est alors plongé au cœur des opérations contre Daech et s'immerge dans la guerre. 
Par ailleurs, Nasser, Paul et Iyad – trois amis d'enfance anglais, issus des quartiers populaires de Londres – arrivent en Syrie pour participer au djihad. Paul et Iyad sont particulièrement motivés et enthousiastes à l'idée de combattre les infidèles et de contribuer à l'établissement du califat autoproclamé. Le trio se retrouve rapidement confronté aux troupes kurdes. L'expérience de Nasser, qui a combattu en Afghanistan avec les troupes britanniques, pousse ses supérieurs à lui confier le commandement d'une katiba, puis à lui confier des fonctions importantes dans la hiérarchie militaire de l'État islamique. Mais certaines de ses actions apparaissent néanmoins étranges, en particulier à Paul, converti à l'islam et profondément endoctriné par la doctrine du djihadisme. Nasser est en contact avec un étrange personnage du nom de Stanley, ce même personnage ayant également connu Anna, en Égypte, en s'étant présenté comme un membre d'une ONG défendant les Printemps arabes.

## Distribution

### Saison 1
- Félix Moati : Antoine Habert
- Mélanie Thierry : Anna Habert
- Souheila Yacoub : Sarya Dogan
- James Krishna Floyd (VF : Nessym Guetat) : Nasser Al-Shammri
- Dean Ridge (VF : Benjamin Pascal) : Paul Wilkins
- Jo Ben Ayed : Iyad Bel Tagi
- James Purefoy : Stanley / Stuart
- Kamal Kadimi : Cheikh Abu-Yasser
- François Caron : Philippe Habert
- Céline Samie : Marie Habert
- Julia Faure : Lorraine
- Roda Canıoğlu : Commandante Adar
- Simon Harrison (VF : Olivier Pagès) : Ryan Carson
- Enja Saethren (VF : Marie Bouvier) : Eva Haas
- Luke Hornsby (VF : Loïc Guingand) : Luis Quintero
- Laura Vörtler : Paulina Gacek
- Niccolò Senni (it) : Lorenzo
- Hajar Dardiri : Lale
- Djemel Barek : le père de Sarya
- Kenza Mouahidi : une combattante
- Frédéric Clou : l'employé d'ambassade au Caire
- Mark Joyce Wolf : Luke
- Nisrine Adam : Helan
- Sonia Okacha (VF : Nathalie Gazdik) : Gilia
- Fabrice Adde : le professeur d'archéologie
- Xabi Molia : Jacob
- Ash Goldeh : Navid
- Mark Irons : le père de Paul
- Florian Lutz : garde du corps de Stanley
- Adam Hussain : Nasser Al-Shammri jeune
- Freddie Thompson : Paul Wilkins jeune
- Joseph Heppel (VF : Antoine Ferey) : Iyad Bel Tagi jeune

### Saison 2
Mise à part l'absence de Félix Moati, la distribution principale est inchangée auxquels s'ajoutent :
- Thibaut Evrard : Maximilien "Max" Weiser
- Leo Hatton : Ellie Gordon
- Zed Josef : Jake Al-Shami
- Tasnim Cheham : Nisrin Dakka
- Nadia Benzakour : Arjin
- Nada El Belkasmi : Meike

## Fiche technique
- Titre : No Man's Land (en kurde : Erdê bê kes û bê xwedî, « Terre sans personne et sans propriétaire » / en arabe أَرْض مُحَرَّمة ('arḑ muḥarrama) « Terre interdite »)
- Titre international : No Man's Land
- Réalisation : Oded Ruskin (saison 1, assisté de Yann Cuinet[1]) ; Rotem Shamir (saison 2)
- Créateurs : Maria Feldman, Eitan Mansuri, Amit Cohen et Ron Leshem
- Scénario : Amit Cohen, Ron Leshem avec la participation Xabi Molia (dialogues) et de Karine Tuil
- Photographie : Stéphane Vallée
- Montage : François Gédigier, Boaz Mann et Omri Zalmona
- Son : Ludovik Van Pachterbeke et Ophélie Boully
- Costumes : Catherine Marchand
- Décors : Pierre Renson
- Musique : Rutger Hoedemaekers (en)
- Production : Arte France, Haut et Court TV, Hulu, Masha Productions, Spiro Films
- Producteurs : Caroline Benjo, Carole Scotta, Simon Arnal, Maria Feldman, Eitan Mansuri et Jonathan Doweck
- Pays d'origine : France – Belgique – Israël
- Format : Couleurs – numérique – HD 16:9 – son stéréo
- Langues originales : français, anglais, kurde, arabe, iranien
- Durée : 8 × 45 min
- Chaînes originales : Arte et Hulu
- Dates de diffusion de la 1ère saison : 
  - 18 septembre 2020 plateforme numérique d'Arte
  - 18 novembre 2020 sur Hulu (États-Unis)
  - 26 novembre 2020 sur Arte
  - 10 janvier 2021 sur Crave (Canada)
  - 8 février 2021 sur Starz (Canada)

## Production

### Écriture et financement
Le projet et le scénario de travail sont le fruit d'Amit Cohen et Ron Leshem, deux scénaristes israéliens qui ont proposé leur synopsis à la société de production Haut et Court lors d'une rencontre au Festival Séries Mania en 2017 ; le titre de travail est alors Fertile Crescent. Amit Cohen et Ron Leshem, qui ont précédemment écrit la série d'espionnage False Flag, déclarent avoir été des officiers de renseignement avant de devenir journalistes puis scénaristes et ainsi s'être inspirés de leur expérience auprès du Mossad pour l'écriture de leurs œuvres. Voulant situer leur nouvelle création dans le contexte de la guerre civile en Syrie, c'est leur productrice Maria Feldmann qui suggère de la placer sous l'angle des combattantes kurdes des YPJ dont Daech, pour des raisons théologiques de privation d'accès au paradis, craint les actions. Écrit en hébreu et en anglais, le scénario de base est adapté – pour ce qui concerne les personnages français de la série et l'intrigue du secret de famille – par l'écrivain et cinéaste Xabi Molia,.
Le budget de chaque épisode a été de 1,5 million d'euros pour un tournage imposé de huit jours et demi par épisode afin de rentrer dans le budget total.

### Tournage
Afin de ne pas perdre de temps, les acteurs ont reçu auparavant un entrainement au maniement des armes – qui sont réelles dans la série et dont ils ont été individuellement dotés durant le tournage – et ont pu aussi rencontrer des personnes qui se sont engagées au côté des forces kurdes afin de s'imprégner de leurs motivations,. La série mêlant différentes langues, un effort particulier a été décidé par les scénaristes et producteurs pour renforcer la crédibilité des dialogues et du mode d'expression des différents protagonistes. À cette fin, six coachs pour six langues et dialectes ont été recrutés pour les préparatifs : les trois acteurs britanniques ont dû apprendre à s'exprimer en deux dialectes arabes distincts (égyptien et tunisien), tout en préservant volontairement les maladresses, et l'actrice Souheila Yacoub en kurde.
La saison 1 de la série est tournée en Belgique (pour les scènes intérieures européennes), à Paris (pour certaines scènes extérieures) et dans les montagnes du Haut-Atlas au Maroc (pour les scènes figurant la Turquie, la Syrie, l'Égypte et l'Iran), en octobre 2019 et au printemps 2020. Certaines scènes ont nécessité le recrutement de plus de deux cents figurants marocains. Le réalisateur Oded Ruskin – qui a réalisé l'ensemble des huit épisodes (ce qui est rare pour ce type de série) – laisse Xabi Molia gérer la direction des acteurs en français et également réaliser le tournage de quelques scènes.

### Post-production
Durant la post-production, dirigée par Éric Bassoff, il a fallu notamment atténuer à l'étalonnage la lumière et les tons rouges des paysages marocains pour rendre crédible le terrain syrien, mais aussi jouer sur les paysages de montagne (trop élevés dans l'Atlas) en les aplatissant, créer des perspectives compatibles avec Téhéran et Istanbul, et minimiser les plans généraux avec des mosquées qui sont plus carrées au Maghreb afin de satisfaire au souci du réalisme.
La musique originale est confiée au compositeur néerlandais Rutger Hoedemaekers (en). Peu présente, elle constitue un habillage sonore qui « contribue à instiller un climat terriblement tendu ».

## Accueil

### Réception critique
Pour le quotidien Les Échos, la série utilise une « précision documentaire » pour une « fiction ambitieuse mêlant espionnage, géopolitique, et intrigue familiale [qui] sait ménager le suspense et distiller l'émotion grâce aussi à un casting international de premier plan » notant en particulier l'« inquiétante intensité » de Mélanie Thierry dans son rôle. La qualité de la reconstitution des enjeux du conflit syrien, avec un « véritable souci de réalisme », est également soulignée dans Le Parisien, Le Figaro et L'Humanité. Le magazine Première considère que l'œuvre est « persuasive par sa narration éclatée [et] trouve sa cohérence en questionnant par petites touches l'engrenage de l'embrigadement et les conséquences de l'engagement ». Pour Libération, malgré quelques faiblesses de scénario, No Man's Land « surprend dans sa façon de lier l’intime au drame d’une région [...] sans tomber dans le cliché ». Ouest-France rapproche la série du Bureau des légendes notamment en raison du « contexte et l’ambiguïté de personnages complexes très bien écrits » mais ajoute que la « force [et] la grande réussite » de No Man's Land réside dans l'opposition entre « deux mondes utopiques : le combat des Kurdes pour la liberté et celui, noir et sanglant, de l’État islamique pour imposer sa vision radicale ». Le Monde juge que ce « thriller de haute précision [...] réussit le pari de renouveler un genre déjà labouré par d’autres ». Le webzine Benzine considère qu'il s'agit d'une des meilleurs séries d'Arte, « très ambitieuse » et réussie en raison des moyens importants de la production « pour mettre en scène un scénario diablement bien ficelé » qui traite de la guerre avec « approche géopolitique et historique passionnante » sans oublier « ses personnages, jamais manichéens » rejoint par Marie Claire pour qui la série « incontournable » mêle « avec intelligence et subtilité » les éléments d'un « thriller, d'une fresque géopolitique et d'une quête intime » et propose un « regard, empathique mais dénué de tout pathos, posé sur ces personnages, [qui] plonge [le téléspectateur] au cœur du drame, palpitant, bouleversant ». Enfin, pour le magazine GQ qui la recommande vivement, cette série « passionnante du début à la fin » mélangeant dans un « subtil mélange drame, thriller et espionnage » avec des personnages « joliment construits » vaut pour le questionnement sur le sens de l'engagement des individus dans la réalité des parties en prise dans ce conflit.
Sur France Inter, l'équipe de l'émission Une heure en série est unaniment enthousiaste tant sur le scénario (présentant des « zones grises » intéressantes « qui questionnent sans donner de leçon » et « sans angélisme ou manichéisme »), le montage et le déroulement chronologique, les personnages, et les scènes d'action avec une mention spéciale de Xavier Leherpeur pour l'actrice Souheila Yacoub qu'il voit comme « la vraie révélation » de No Man's Land – rejoint par L'Obs et Numéro qui tous deux lui consacre un portrait à l'occasion de la diffusion de la série. À l'antenne de France Culture, les critiques sont aussi très positives : Antoine Guillot apprécie particulièrement que la série pose la question de « pourquoi est-ce qu'on s'engage ». Pour France Info, il s'agit d'une « série haletante, prenante et hyperréaliste » que la station rapproche également du Bureau des légendes ou de Homeland.
La presse internationale est également très positive à l'image du Times of Israel pour qui la série « se démarque par sa narration captivante, sa réalisation quasi-documentaire et les jeunes talents qu’elle présente ». Pour The Herald Scotland  cette série « courageuse » est un « conte noir et déloyal qui reflète les réalités des conflits actuels ». Faisant une synthèse des critiques positives collectées dans la presse française, le quotidien québécois Le Devoir met également en avant la qualité de la série lors de sa diffusion en 2021 sur les plateformes canadiennes. Le journal néerlandophone belge Het Nieuwsblad fait le parallèle avec la série suédoise Kalifat (diffusée à la même période sur Netflix) et lui accorde 4⁄5 étoiles.

### Audiences
Disponible dès le 18 septembre 2020 sur la plate-forme numérique d'Arte, la série totalise, avant sa diffusion à la télévision, deux millions de vues tous épisodes confondus selon la chaîne ce qui constitue un vrai succès pour Arte.tv.
Les trois premiers épisodes sont ensuite diffusés en première partie de soirée le 26 novembre. Réalisant « un bon lancement », ils réunissent un million de téléspectateurs, soit 4,1 % de parts de marché (PdM) – la sixième position de la soirée – opposés ce soir-là à Balthazar la série de TF1 (6,55 millions soit 27,6 % de PdM), au film Gone Girl sur France 3 (2,4 millions soit 11,9 % de PdM), à la série Lone Star de M6 (1,73 million soit 7,1 % de PdM), à l'entretien politique du Premier ministre Jean Castex dans Vous avez la parole sur France 2 (1,14 million soit 5,7 % de PdM) et au documentaire historique Les Secrets enfouis d'Herculanum de France 5 (1,39 million soit 5,5 % de PdM),. La diffusion la semaine suivante de trois épisodes rassemblent 982 000 téléspectateurs soit 3,9 % de PdM et la sixième audience de la soirée. Enfin la troisième semaine, les deux derniers épisodes sont vus par 913 000 téléspectateurs soit 3,6 % de PdM et la huitième audience de la soirée.

## Distinctions
La série est présentée le 16 septembre 2020 aux Folies Bergère lors de l'édition 2020 du Festival de la fiction TV délocalisé à Paris en raison de la crise sanitaire liée à la Covid-19.
À l'issue de l'année 2020, je journal Le Parisien inclut No Man's Land dans les dix meilleures séries de l'année (comprenant sept créations étrangères et trois françaises).

## De mini-série à de nouvelles saisons
Initialement prévue comme une mini-série, le succès d'audience et les critiques de la série conduisent les producteurs et scénaristes à envisager une suite. Caroline Benjo, la productrice principale et directrice de la société Haut et Court, indique étudier la possibilité d'une deuxième saison avec un saut temporel décrivant l'implication des États-Unis et de la Russie dans le conflit syrien, saison dans laquelle certains personnages seraient présents (Félix Moati s'étant déclaré très intéressé pour reprendre son rôle) sans que cela devienne une série dérivée,.
De novembre 2022 au printemps 2023, la production réalise le tournage au Maroc de la saison 2 avec les mêmes acteurs principaux sous la direction de Rotem Shamir d'après un scénario d'Amit Cohen qui développe plus l'histoire autour du personnage de Sarya.